# جون جلاسر
جون جلاسر (بالإنجليزية: Jon Glaser)‏ هو كاتب سيناريو وممثل أمريكي، ولد في 20 يونيو 1968 بشيكاغو في الولايات المتحدة.

## أعمال

### أفلام
- (2008) ذي روكر[4]
- (2012) الديكتاتور[5]
- (2015) كارثة

### مسلسلات
- ذا ديلي شو

## وصلات خارجية
- جون جلاسر على موقع IMDb (الإنجليزية)
- جون جلاسر على موقع ألو سيني (الفرنسية)
- جون جلاسر على موقع ميوزك برينز (الإنجليزية)
- جون جلاسر على موقع أول موفي (الإنجليزية)
- جون جلاسر على موقع قاعدة بيانات الأفلام السويدية (السويدية)
- جون جلاسر على موقع إن إن دي بي (الإنجليزية)
- جون جلاسر على موقع ديسكوغز (الإنجليزية)
- جون جلاسر على موقع قاعدة بيانات الفيلم (الإنجليزية)
- جون جلاسر على موقع كينوبويسك (الروسية)